# Biakoa
Biakoa est un village du Cameroun situé dans la région du Centre et le département du Mbam-et-Kim. Il fait partie de la commune de Mbangassina. 

## Population
En 1965, Biakoa comptait 478 habitants, principalement des Boundjou. Lors du recensement de 2005, la localité comptait 1 223 habitants.